# William Windom (homme politique)
Pour les articles homonymes, voir Windom.
William Windom, né le 10 mai 1827 dans le comté de Belmont (Ohio) et mort le 29 janvier 1891 à New York, est un homme politique américain. Membre du Parti républicain, il est représentant du Minnesota entre 1859 et 1869, sénateur du même État entre 1870 et 1883 puis secrétaire du Trésor en 1881 dans l'administration du président James A. Garfield puis dans celle de son successeur Chester A. Arthur ; enfin entre 1889 et 1891 dans l'administration du président Benjamin Harrison.

## Biographie
L'acteur William Windom est son arrière-petit-fils.

## Hommages
La ville de Windom (Minnesota) est nommée en son honneur.